# ブチャの虐殺
ブチャの虐殺（ブチャのぎゃくさつ、ウクライナ語: Бучанська різанина、英語: Bucha massacre）は、ウクライナ侵攻初頭の2022年3月にウクライナのキーウ（キエフ）近郊のブチャとその周辺でロシア軍が民間人を殺害した事件。
ウクライナの検察当局によると、ウクライナ軍が奪還したブチャを含むキーウ近郊の複数の地域から、計410人の犠牲者が発見されたとした。また国際連合人権高等弁務官事務所によると73人の民間人の殺害を確認したとしている。ブチャ解放1年後の2023年3月時点で、1400人以上が殺害されたと推計している。
ウクライナのほか欧米や国際人権団体が戦時国際法違反と非難しているが、ロシア連邦政府は関与を否定している。
ロシアは国連安保理事会を開催してキーウ近郊のブチャで行われたロシア政府が言うところの「ウクライナの兵士及び過激派による犯罪行為」を議論することも求めたが、議長国であるイギリスは予定されていたウクライナに関する協議を日程通り開催した。ウクライナ当局はロシア軍が同地域から撤退した後、首都キエフ郊外の町中に数百人の遺体が散乱しているのを発見したことを受け、ロシアによる戦争犯罪の可能性を調査していると発表した。2022年のヒューマン・ライツ・ウォッチの報告書は、これと同じことがウクライナの他の多くの地域でも観察されており、したがってロシア軍による一貫した慣行であると指摘した。
国連人権理事会が設置した調査委員会は2023年3月、ロシアによる民間人への攻撃や虐殺、それに子どもの連れ去りなど戦争犯罪にあたる行為が確認されたとする報告書を公開した。
ブチャ事件（ブチャじけん）とも呼ばれる。

## 概要

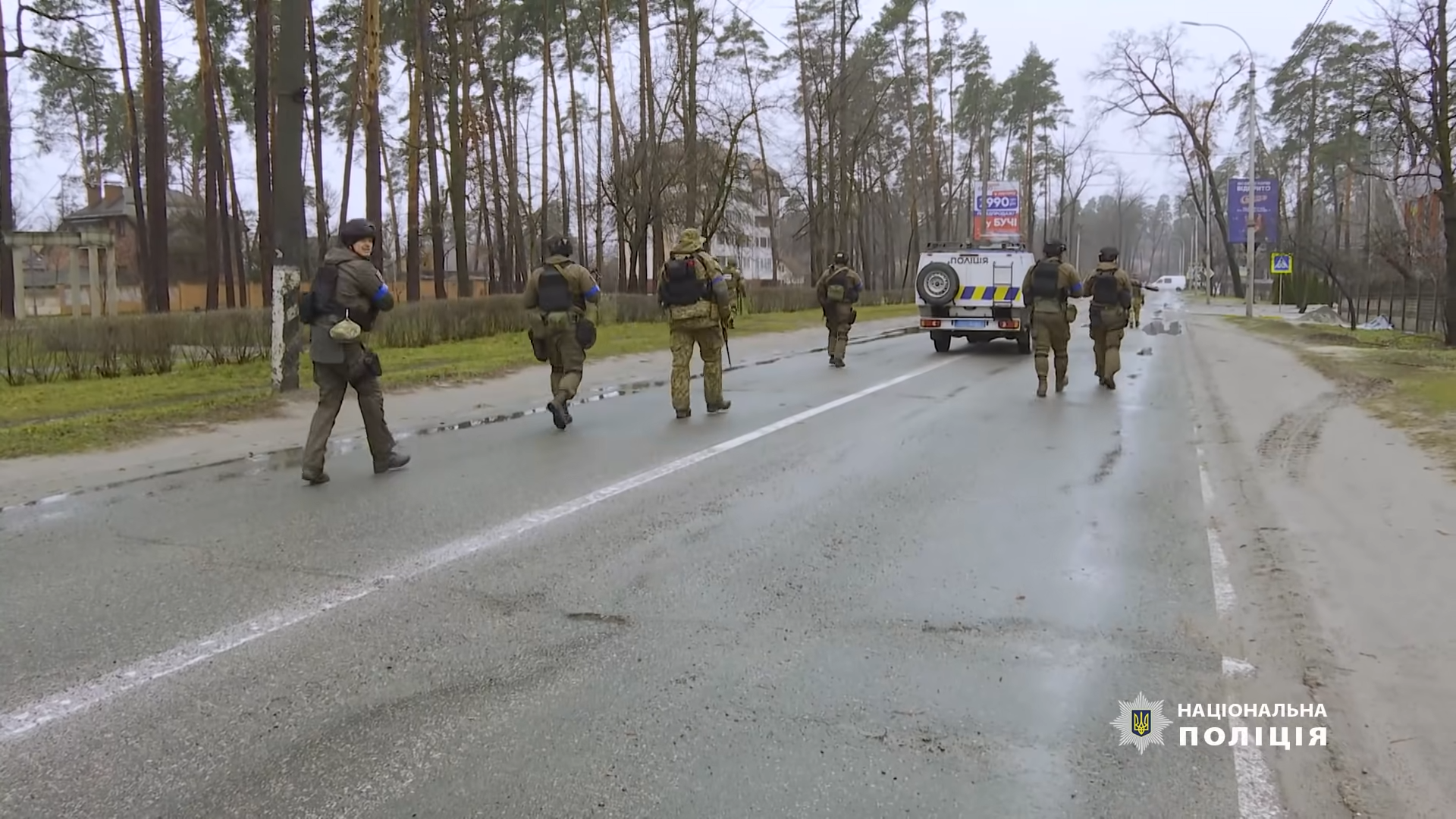
奪還したブチャに入るウクライナ警察

2月17日にアメリカのバイデン大統領はロシアはウクライナ侵攻を決断したと「確信」していると述べた。ロシアは2022年2月24日にウクライナへの攻撃を開始し、ブチャ住民の証言によれば、ロシア軍は2月27日に同市へ侵攻し、その後約1か月間にわたりブチャを占拠していた。ウクライナ軍は激しい抵抗・反撃を行い、ロシア国防省によれば、ロシア軍は3月30日にブチャを完全撤退した。ブチャ市長のアナトリー・フェドルクは4月1日、「3月31日は、私たちの街の歴史に刻まれるだろう。ロシア軍から解放された日として」と述べ、3月31日にブチャを奪還したと発表した。その後ウクライナ政府は4月2日、ブチャを含むキーウ州全域をロシア軍から解放したと発表した。その後ブチャに入ったAFP（フランス通信社）などの記者によって、民間人とみられる多数の遺体やそれらを埋葬したとみられる集団墓地が確認された。
ウクライナ大統領のウォロディミル・ゼレンスキーは4月3日、アメリカ合衆国のテレビネットワークCBSの番組で、ロシア軍による一連の行動はジェノサイドであると主張した。イギリス首相のボリス・ジョンソンは声明で「プーチンとその軍団による新たな戦争犯罪だ」と激しく非難し、経済制裁やウクライナへの軍事支援を強化する考えを示した。一方、ロシア国防省は4月3日、「市民の誰一人としてロシア軍による暴力を受けていない」とロシア軍の関与を一切否定し、殺害された人々の映像や写真は「ウクライナ側による挑発だ」と主張した。ロシアのワシリー・ネベンジャ国連大使も4日、ブチャで撮影された遺体はロシア軍撤退前にはなかったと記者団に述べ、「遺体は突然、路上に現れた」「一部は動いていたり息をしたりしていた」「ウクライナ側が情報戦争を仕掛けた」としていた。しかし、アメリカの宇宙技術会社マクサー・テクノロジーズが、ブチャがロシア軍占領下にあった3月半ばに撮影し、4月4日に公開した衛星画像でも民間人と見られる遺体が確認された。『ニューヨーク・タイムズ』は4月1日と2日に撮影された動画と衛星画像を比較し、遺体の多くが少なくとも3週間放置されていたと結論付けた。
4月5日、ゼレンスキー大統領は国際連合安全保障理事会での演説の中で、今回の件は「第二次世界大戦以降、最も恐ろしい戦争犯罪」であるとしてロシアを改めて非難した。また、衛星写真などを基にすることで「全面的かつ透明性のある調査を行うことができる」と語り、虐殺に関与した人物を処罰するため国際刑事裁判所などと協力する意向を表明した。さらに、安保理常任理事国のロシアによる拒否権行使により安全保障理事会が機能していないことについて「拒否権を死をもたらす権利に変えようとしている」と訴え、常任理事国による行使の制限を求めた。国際連合憲章に基づくと、国連総会で投票国の3分の2の合意があればロシアを常任理事国から解任することは可能である。ただしその決議の批准国には全ての常任理事国の賛成が必要であり、当然その投票に拒否権を行使することが可能であるため、現実的には不可能である。
ブチャ解放から一周年の2023年3月31日に開かれた追悼式典で、ウクライナのゼレンスキー大統領は「世界はこの街のことを忘れない。我々はあなた方のことを決して忘れさせない」、また「我々は決して許さない。全ての犯罪者に罰を与える」と演説し、ブチャ解放戦に従軍した兵士を表彰した。
東欧諸国のうち4カ国（モルドバ、スロバキア、スロベニア、クロアチア）の大統領・首相も参列した。

## 関与が疑われているロシア軍の部隊
4月4日、ウクライナ国防省情報総局はブチャでの虐殺に関与した可能性があるロシア兵1,600人余りの名簿を公開した。名簿には、氏名や階級、生年月日などが記載されており、ウクライナ政府は戦争犯罪に関わったロシア軍の兵士を今後特定し、追及する姿勢を示した。。ウクライナのボランティア団体であるInformNapalmは、ブチャで撮った部隊の写真をTwitterで公開したヤクート人などからなる極東地域のハバロフスク地方の露中・露朝国境付近に駐屯する、前述の第64独立自動車化狙撃旅団が虐殺に関与したと主張している。なお大半の兵士は「スラヴ系の白人」である。また、ブチャの住民は、ロシア軍ではなく、モスクワから来た年配のロシア人からなるロシア連邦保安庁（FSB）の特殊部隊がブチャに入ってから虐殺が始まったと証言している。ブチャ市長のフェドルクは、ラムザン・カディロフ率いるチェチェン部隊やブリヤート人の関与を指摘した。
4月18日、ロシア大統領府は、プーチン大統領が、ブチャでの虐殺に関与したとされるロシア陸軍の第64独立自動車化狙撃旅団に対し、「親衛隊」の名誉称号を授与する大統領令に署名したと発表した。プーチンは同日付の書簡で、同狙撃旅団が「祖国を防衛し、ロシアの主権と国益を守る」ために示した「特別な功績、偉大な英雄行為と勇気」を称賛した。
6月29日、アメリカ合衆国財務省は第64独立自動車化狙撃旅団と第76親衛空挺師団 (ロシア空挺軍)の第234親衛空襲連隊に制裁を科した。第76親衛空挺師団は民間人の処刑や拘留者への殴打に関与し、第234親衛空中機動連隊はブチャの家屋などの民間財産の破壊に直接関与していたとしている。
ウクライナの検察は2023年3月31日時点で、関与が疑われるロシア兵約100人のうち35人を起訴済みで、コスティン検事総長は、虐殺が「ウクライナの国家と国民を破壊しようとする戦略の一環」「犯罪者が判決を受けるまで、我々は歩みを止めない」と語った。
2024年12月29日、ウクライナ国家警察が第76親衛空挺師団第234空中機動連隊指揮官のアルテム・タラエフが虐殺に関与したとしていることがブチャ市議会のFacebookにより分かった。タラエフは2022年3月5日にヤブルンスカ通りとヴォドプロヴナ通りの交差点付近に現れる民間人全員を射殺するよう命令を出しており、この命令により民間人13人が殺害されたという。

## 被害
ブチャに入ったAFP通信の記者は「静かな並木道に、見渡す限り遺体が散乱していた」と伝えた。記者が確認した約20人の遺体は、いずれもジーンズやスニーカーなどを身に着けており、軍人には見えない服装だった。イギリスのサンデー・タイムズは、ブチャの民家の地下室で、両手両足を縛られ切断された子どもを含む男女18人の遺体が見つかったと報道した。遺体の一部は耳が切り取られ、ほかは歯が抜かれていた。キーウ・インディペンデントが発表したレポートには、ロシア兵が道路脇で焼こうとした毛布の下の男性と2、3人の裸の女性の写真が含まれていた。ウクライナ当局は、女性は強姦され遺体は焼かれたと述べた。イギリスの『ガーディアン』は、ロシア軍が移動中にウクライナの子供たちを車両に乗せ、人間の盾として使用したとする目撃証言を報道した。『ガーディアン』によれば、3月5日、逃げようとする2家族が乗った一対の車がチカロヴァ通りに入ったところをロシア兵に発見され、殺害されていた。AP通信は、ブチャ住民の話として、ロシア軍が地下の防空壕に潜入して住民のスマートフォンを調べ、SNSの履歴などから反ロシア的であると判断した人を射殺したり連れ去ったりしたと報道した。
地元の医療関係者によると、3月13日の時点で67人の犠牲者が出ていたという。ロシア軍の撤退前の3月28日付の記事で、ブチャ市長のフェドルクは「第二次世界大戦中にナチスが行った犯罪として聞いたあらゆる恐怖を、ここブチャで目にしている」と述べ、ロシア兵による虐殺があったと指摘している。ブチャ市長のフェドルクは4月3日、民間人約280人を集団墓地に埋葬したと述べた。亡くなった民間人の数は集計中であり、フェドルクによればブチャだけで320人にのぼるという。
12月21日、『ニューヨーク・タイムズ』はヤブロンスカ通り沿いの犠牲者のうち、36人の身元を特定したとする記事を掲載。犠牲者の家族や友人・同僚に取材して人物を特定し、衛星画像・携帯電話のビデオ・SNSの投稿・テキストメッセージから犠牲者の最期の瞬間を辿る内容となっている。関与した22名の兵士も特定している。

## 反応

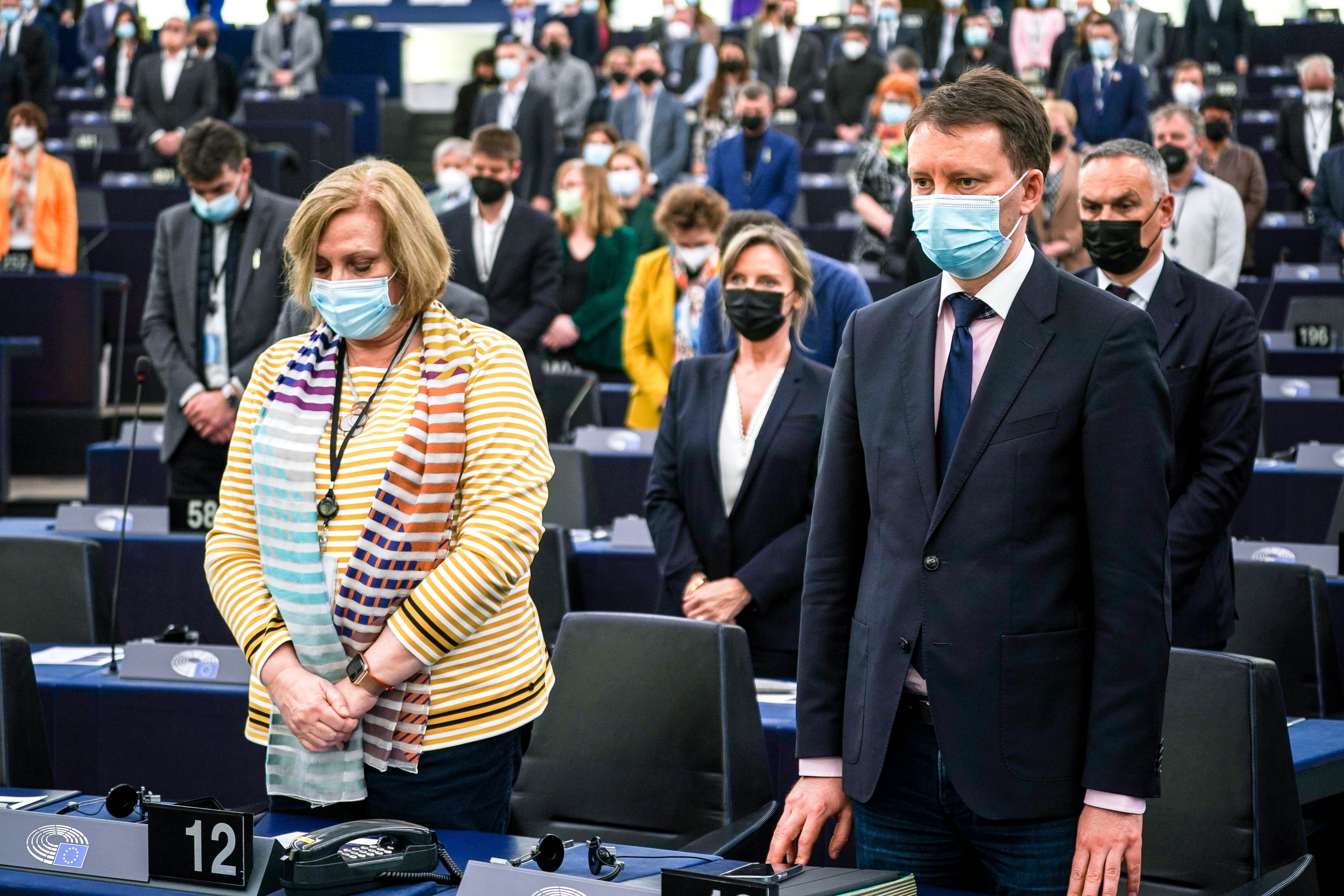
欧州議会本会議で1分間の黙とうを捧げる出席者（2022年4月4日）

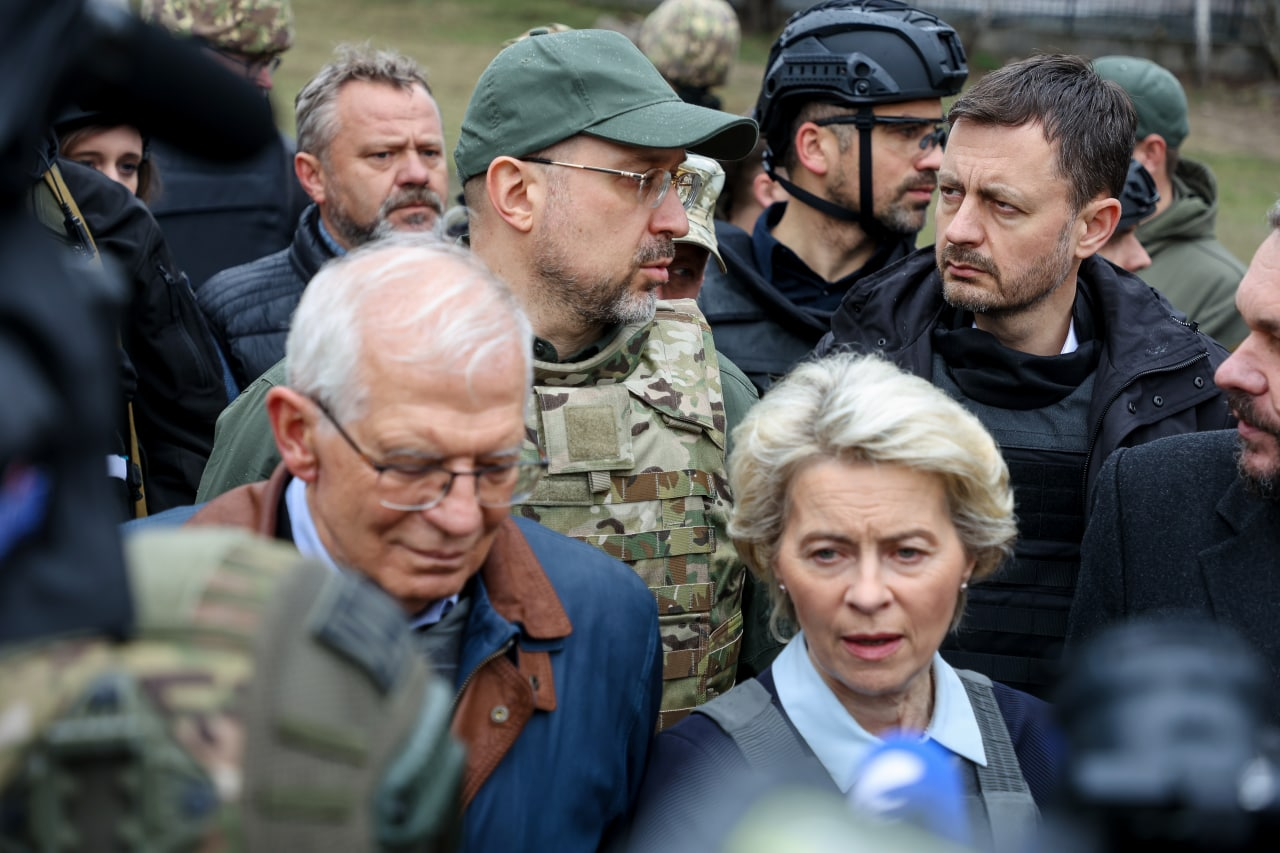
ブチャを視察するフォン・デア・ライエン欧州委員会委員長、ボレル欧州連合外務・安全保障政策上級代表、スロバキアのへゲル首相、ウクライナのシュミハリ首相（2022年4月8日）

### 国際機関
- 欧州連合
  - 4月3日、欧州理事会議長のシャルル・ミシェルは自身のTwitterで「ブチャの虐殺」と断定し、「ロシア軍の残虐行為の映像に衝撃を受けた。国際法廷での追及に必要な証拠収集で、ウクライナやNGOを支援する」と述べた。さらなる対ロ制裁に踏み切ることも明らかにした[46]。
  - 4月8日、欧州委員会委員長のウルズラ・フォン・デア・ライエンと欧州連合外務・安全保障政策上級代表のジョセップ・ボレルはキーウでゼレンスキー大統領と会談後、ブチャを訪問。集団墓地から掘り起こされた20体の遺体を視察した。フォン・デア・ライエンはロシア軍の「残酷な顔、無謀で冷淡な行動」が明示されたと述べ、ウクライナへの支援を確約した[47][48]。ボレル上級代表は2023年3月31日のTwitter投稿で、捜査と証拠収集へのEUの協力を改めて表明した[1]。

- 国際連合 - 国連事務総長のアントニオ・グテーレスは「ウクライナのブチャで殺害された民間人の映像に深い衝撃を受けている」とした上で、独立した調査を行うよう呼びかけた[49]。

- NATO - 北大西洋条約機構（NATO）事務総長のイェンス・ストルテンベルグは「欧州でここ数十年起きていなかった民間人への残虐行為」が行われたと述べ、「民間人が標的になり殺されることは全く許容できない恐ろしいことだ」と話した[49]。

### 国家・地域
- 日本 - 岸田文雄首相は、「民間人に危害を加える国際法違反の行為については厳しく批判する」と強調した。ロシアへの追加制裁については「全体の状況を見ながら国際社会と連携をし、日本としてやるべきことを行っていきたい」と述べた[50]。林芳正外務大臣[51]は、「極めて凄惨な行為で、無辜の民間人の殺害は断じて許されない」としロシアを厳しく非難した[52]。さらに松野博一内閣官房長官[53]は「多数の無辜の民間人の殺害は重大な国際人道法違反であり、戦争犯罪だ。処罰されなければならない」と、日本国政府関係者では初めてロシアの行為を「戦争犯罪」と明言した[54]。茂木敏充自民党幹事長は、「民間人を殺害することは国際人道法に違反する問題だ」と批判し、さらにプーチン大統領を念頭に「定義にもよるが、戦争犯罪者と呼んでもいいのではないか」と発言し、「こういった（ロシアの）行為は断固として許されるべきではない。それに対する代償が伴うということで、必要な制裁は検討すべきだ」と制裁強化の可能性を明言した[55]。翌2023年3月21日の岸田文雄のウクライナ訪問でもブチャで献花が行なわれた。

- アイスランド - ソルディス・コルブルン・レイクフィヨルズル・ギルファドッティル（英語版）外務大臣は、今回の件についてロシアを非難した。また、「子供を含む罪のない家族が、将来を奪われている。この戦争を終わらせなければならない」とし、侵略者はその行動に対して責任を負わなければならないと付け加えた[56]。

- アイルランド - サイモン・コベニー（英語版）外務大臣は、「ロシア軍の残虐行為による衝撃的な光景は、完全に記録され、国際法廷によって追及されなければならない」と述べ、このような戦争犯罪に対して「不処罰」はあり得ないと述べた[57]。

- アメリカ - アントニー・ブリンケン国務長官は、ブチャの惨状を見て「腹を殴られたような衝撃」が走ったと述べた[49]。ジョー・バイデン大統領は、「ブチャで起きたことは常軌を逸している。彼（ウラジーミル・プーチン）は戦争犯罪人だ」と厳しく批判し、プーチンが国際法廷で裁かれるべきだとの認識を示した[58]。

- アルバニア - オルタ・ジャチカ（英語版）外務大臣は、「解放されたウクライナの都市の通りに散乱する市民の遺体の画像、文書化された強姦の話、町全体の衝撃的な破壊は、ロシア政権の真の犯罪性をこれまでで最も明確に示している」と述べ、犯罪に対する適切な調査を求めた。さらに、「世界は行動しなければならない…アルバニアは同盟国と協力して、これらの犯罪が適切に立証され調査できるようにする」と付け加えた[59]。

- イギリス - リズ・トラス外相は、「ブチャやウクライナの他の町での残虐行為に愕然とした」「ロシア軍が罪のない市民を標的にしたという報告は忌まわしいものだ」と述べた。また、責任者は責任を取らされるだろうと述べた[60]。

- イスラエル - イスラエルの駐ウクライナ大使は、これを戦争犯罪と呼んだ[61]。イスラエルのヤイル・ラピド外相は、この大虐殺を強く非難し、ロシアによるウクライナ侵攻の文脈で初めて「戦争犯罪」という言葉を用いた[62]。

- イタリア - マリオ・ドラギ首相は、ブチャからの映像は「驚くべきもの」であり、「ロシア当局は、起こったことに対して責任を負わなければならない」と述べた。また、イタリアがウクライナとその国民に全面的に連帯していくことを明らかにした[63]。

- インド - T・S・ティルムルティ（英語版）国連大使は、国際連合安全保障理事会で、ブチャでの民間人殺害を「深く憂慮する」と非難した。また、この事件に対する独立した調査を求める声を支持した[64]。

- エストニア - カヤ・カッラス首相は、ブチャの映像はソビエト連邦やナチス・ドイツによる大量殺戮を思い起こさせると述べ、詳細を集め、犯人を法廷に立たせるよう呼びかけた。「これは戦場ではなく、犯罪現場だ」とも述べた[65]。

- オーストラリア - マリゼ・ペイン（英語版）外相はテレビのインタビューで、戦争犯罪の疑いがあるとしてロシアを非難し、「集団墓地での虐殺、殺人、戦争の武器としての強姦の使用は調査されなければならない」と述べた[66]。

- オーストリア - 外務省（英語版）は、「ブチャや他のウクライナの都市での残虐行為の写真に愕然とした。ロシアの侵略は直ちに止めなければならない」とツイートした[67]。

- オランダ - マルク・ルッテ首相は、ブチャでの「恐ろしい犯罪」の報告に「ショックを受けている」と述べた。さらに、この事件は「調査」されなければならず、オランダは「戦争犯罪の加害者」の責任が問われるまで「休むことはない」と付け加えた[68]。

- カナダ - ジャスティン・トルドー首相は4月3日、「我々はウクライナの民間人の殺害を強く非難し、ロシア政権の責任を追及することに引き続き尽力し、ウクライナの人々を支援するためにできる限りのことを続けていく」とツイートし、「これらのひどい、ぞっとするような攻撃の責任者は、今後裁判にかけられるだろう」と述べた。メラニー・ジョリー外相は、ロシアの行為を「衝撃的」かつ「罪のない一般市民の無意味な殺害」と呼び、「カナダは責任者が責任を負うよう、戦争犯罪の調査を含め、いかなる努力も惜しまない」と述べた[69]。

- 韓国 - 外交部の崔泳杉はブチャでの虐殺について「深刻な憂慮」を表明した。また、「戦時の民間人虐殺は明白な国際法違反だ」とした上で、「わが政府は独立した調査を通じた責任究明が重要だとした国連事務総長の3日付の声明を支持する」と明らかにした[70]。

- キプロス - 外務省（英語版）は、ロシアの一連の行動は国際人道法の違反であるとし、第4次ジュネーブ条約（英語版）における規定の尊重を求めた[71]。

- ギリシャ - 外務省（英語版）は、ロシアに対する非難を明確にした上で「これらの犯罪の責任者は責任を負わなければならない」とし、即時調査と責任者の処罰を要求した[72]。

- コソボ - ヴィヨサ・オスマニ大統領はロシアの戦争犯罪を厳しく非難し、この大虐殺をコソボ紛争でのセルビアによる一連の虐殺になぞらえた[59]。アルビン・クルティ首相は、「大量の墓、体の一部が欠けたまま残忍に殺された人々、焼けた家、瓦礫と化した都市は、いずれも大量虐殺政権が行うおなじみの光景だ。ブチャの虐殺の犯人は裁かれなければならず、ロシアはその責任を負わなければならない」とツイートした[59]。
- ジョージア - サロメ・ズラビシュヴィリ大統領は、ブチャで起きていることは「人道に対する罪」であり、「決して忘れられることはない」とツイートした[73]。

- スウェーデン - マグダレナ・アンデション首相は、ブチャでの件は「ヨーロッパ史の最も暗いシーンを思い起こさせる」とし、国際刑事裁判所を支援すると表明した[74]。

- スイス - 外務省（英語版）は、「ブチャからの報告は、深刻な国際人道法違反の懸念を抱かせるものである」とした上で、国際刑事裁判所を支持し、独立した国際的な調査を求めた[75]。

- スペイン - ペドロ・サンチェス首相は、ブチャから流れてくる「恐ろしい映像」に対して「恐怖、痛み、怒り」を表明し、それらを戦争犯罪と呼び、その加害者が罰せられないのはあり得ないと述べ、また、ウクライナの人々への支援と連帯を改めて表明した[76][77]。

- スロバキア - エドゥアルド・ヘゲル首相は、一連の虐殺をユーゴスラビア紛争の終末となぞらえた上で、「ロシア兵の野蛮な虐殺は衝撃的で、国際社会から罰せられることになる」と述べた[78]。

- スロベニア - 外務省（英語版）は、ロシアに対する落胆と厳しい抗議を表明した。また、外交関係に関するウィーン条約第11条に基づいてロシア連邦大使館の職員の人数を削減することを決定した[79]。

- チェコ - ペトル・フィアラ首相は、「ロシア軍はウクライナで戦争犯罪を犯している」と述べ、「世界は、罪のない人々が死ぬ不必要な戦争を起こしたウラジーミル・プーチンのことを決して忘れてはならない」とツイートした[80]。

- チリ - 外務省（英語版）は、虐殺の疑いがあるとしてロシアを非難し、「ウクライナのブチャ市で殺害された市民の残酷な映像に懸念を表明」した上で、「これらの出来事に関する独立した公平な調査、責任の特定と国際基準に基づく制裁」を要請した[81]。

- 台湾 - 外交部は、「ウクライナのブチャの大虐殺は恐ろしいものであり、全く受け入れがたい。私たちは、この人道に対する罪を犯した犯人を裁かなければならない」とツイートした[82]。

- 中国 - 張軍（英語版）国連大使は4月6日、「民間人への攻撃は受け入れられず、あってはならない」と指摘した上で「ブチャでの民間人の死者を巡る報道や画像は極めて気掛かりだ」とし、「この件に関する状況や具体的な原因は検証、立証されるべきだ」と述べたが、ロシアに対する非難や擁護はせず「各国は自制を保ち、根拠のない非難を避けるべきだ」と語った[83]。ただ、国営の中国中央電視台は5日正午のニュースで、「ロシア外相：ブチャ事件の嘘を暴く」という題で、ブチャでの虐殺をフェイクとするロシア側の主張にそって本件を報じている[84]。

- デンマーク - メッテ・フレデリクセン首相はFacebookで「ウクライナのために心が泣く」と投稿し、「プーチンの犯罪は心が痛むほど残忍であり、決して忘れてはならない」とした[85]。

- ドイツ - ロベルト・ハーベック副首相は、ブチャでの出来事を「正当化できない」「ひどい戦争犯罪」と表現した[86]。アンナレーナ・ベアボック外相は声明で、ブチャの状況は「信じがたい残虐性」を示したとし、「ロシア軍に占拠された他の場所からも同様の映像が出ることを恐れなければならない」と訴えた[87]。

- ニュージーランド - ジャシンダ・アーダーン首相は、ブチャからの報告を「非難されるべきもの」とし、「ロシアは自分たちがしたことに対して世界に答えなければならない」と述べた[88]。

- フィンランド - サウリ・ニーニスト大統領とサンナ・マリン首相は、ブチャでの残虐行為に言及し、ウクライナでの戦争犯罪を調査する必要があると述べた[89]。

- フランス - 外務省は、外交官の活動が安全保障上の脅威だと判断し、35人の外交官を国外追放すると表明した[87]。

- ベルギー - アレクサンダー・デ・クロー首相は「ブチャの惨状は決して色褪せることはない。失われた命は決して忘れ去られることはない」とし、国際刑事裁判所を支援すると表明した[90]。

- ポーランド - マテウシュ・モラヴィエツキ首相は、ロシアを「全体主義のファシズム国家」と呼び、ウクライナにおけるロシアの行動は「ジェノサイド」であると批判した[91]。ズビグニェフ・ラウ外相は、ブチャでの遺体発見に対する怒りが高まる中、キーウ周辺地域におけるロシア軍の行動を調査するよう国際社会に求めた上で、「キーウ周辺地域の解放は、ロシア軍による野蛮な残虐行為を明らかにしたのだ」とツイートした[92]。

- ポルトガル - アントニオ・コスタ首相は「ブチャから送られてくる映像の残虐さは衝撃的だ。民間人に対するこのような残虐行為を強く非難する。国際司法によって激しく罰せられるべき、受け入れがたい蛮行だ」とツイートした[93]。

- メキシコ - オルガ・サンチェス・コルデロ（英語版）上院議長は、民間人への攻撃は容認できるものではないと強調し、ウクライナの人々との連帯と、加害者への強い抗議を示した[94]。

- モルドバ - マイア・サンドゥ大統領は、この出来事を「人道に対する罪」とした上で、2022年4月4日をロシア兵によって犠牲となったすべてのウクライナ人を追悼する国家追悼の日とする宣言を行った[95]。

- ラトビア - 外務省（英語版）は、ロシアの行動は「戦争犯罪」であると批判し、ダウガフピルスとリエパーヤにある2つのロシア連邦総領事館を4月30日に閉鎖すると決定した[96]。

- リトアニア - ガブリエリュス・ランズベルギス外相は、ロシアの「戦争犯罪」と「人道に対する罪」を非難し、国際刑事裁判所で調査を開始することを表明した。また、ロシア大使を追放し、クライペダにあるロシア領事館を閉鎖すると発表した[97]。

- ルーマニア - クラウス・ヨハニス大統領は、ロシアのウクライナ侵攻がもたらした「恐ろしい、言いようのない結果」について、ブチャの大虐殺は「全世界がこの違法な侵略を止めなければならないということ」、「責任があると認められた者は償わなければならないということ」を思い起こさせるものであると述べた。ニコライ・チューカ首相も「ロシア兵がウクライナで犯した恐ろしい犯罪」を非難し、国際司法裁判所による処罰を求めた。ボグダン・アウレスク（英語版）外務大臣もこの虐殺を非難し、国際司法による裁きを求め、国際刑事裁判所による調査への支持を表明した[98]。その後、この虐殺事件への対応として、10人のロシア外交官を追放した[99]。

- ルクセンブルク - グザヴィエ・ベッテル首相は、ブチャの虐殺に「恐怖を感じる」と述べ、「責任者を裁く」ために、ウクライナの民間人に対するすべての残虐行為の独立調査を要求した[100]。

### ロシア外交官の追放を決定した国家
今回の件を受けて、ロシア外交官の追放を決定した国々は以下の通り。
- ドイツ
- フランス
- イタリア
- スペイン
- リトアニア
- エストニア
- ラトビア
- ブルガリア
- ポーランド
- ベルギー
- オランダ
- アイルランド
- デンマーク
- スロバキア
- チェコ
- スウェーデン
- 日本